# My Story (映像作品)
『My Story』（マイ ストーリー）は、松田聖子のミュージック・ビデオ集。1997年6月4日発売。発売元はマーキュリー・ミュージックエンタテインメント。

## 解説
松田8作目のミュージック・ビデオ集。シングル「さよならの瞬間」「私だけの天使〜Angel〜/あなたのその胸に」MVを収録。

## 収録曲
1. Opening
2. 私だけの天使～Angel～
3. さよならの瞬間
4. Interviews
5. あなたのその胸に
6. Ending